# 山野常禎
山野 常禎（やまの つねよし、1946年12月12日 - ）は、日本のアマチュア無線家。コールサインはJA5HTP。徳島県徳島市国府町東黒田出身。

## 経歴
甲南大学文学部卒業。アマチュア無線に興味を抱き、世界最長の無線交信に挑むべく南大東島に渡る。同島でブラジル・クラチバの PY5BABと交信　50MHzにおける世界遠距離交信記録1万9997.05kmを達成、アマチュア無線において世界最長交信記録保持者（50ＭＨｚ）になった。この交信記録は1984年のギネスブックに掲載された。
後に、アマチュア無線の発展に力を注ぎ、日本アマチュア無線連盟徳島県評議員を6期務め、DCCS会長（剣山デジピータ及びリピータ）の役職を経てアマチュア無線のデジタル化技術に関する調査検討会委員になった。
研究成果として、日本アマチュア無線連盟が『ネットワークシステム、無線端末装置、及び無線中継装置』に関する特許申請を行い、その共同発明者として特許庁の広報に掲載されている。
一方で次世代コンピュータネットワークにも関心を寄せMacworld Tokyo 2002「商店街におけるAIRMacを使用した地域活性化」コンファレンスセミナー講師になった。
現在は南太平洋上に浮かぶ島国バヌアツ共和国にてWINDS衛星実験によるバヌアツ衛星通信研究所設立に参画している。2008年より徳島県赤十字アマチュア無線奉仕団の委員長。